# Северный Казахстан

Центральный Казахстан
Северный Казахстан
Южный Казахстан
Восточный Казахстан
Западный Казахстан

Северный Казахстан как единый регион (Целинный край в 1960—1965 годах)

Северный Казахстан (каз. Солтүстік Қазақстан / Soltüstık Qazaqstan) — экономико-географический регион Республики Казахстан. В настоящее время в его состав входят: Северо-Казахстанская область, Костанайская область, Павлодарская область, Акмолинская область и столица страны — город Астана. Города Астана, Кокшетау, Костанай, Павлодар, Петропавловск являются наиболее крупными на Севере Казахстана. Ранее к Северу Казахстана относилась также и Кокшетауская область (Административно-территориальная реформа в Казахстане (1997). Все регионы, кроме Акмолинской области и города Астана, граничат с РФ.

## Природа и климат
Климат Северного Казахстана в основном резко-континентальный, относится к Западно-сибирской климатической зоне. Зима на севере страны холодная и продолжительная (до 6 месяцев и дольше). Лето умеренно тёплое. Средняя температура самого холодного месяца (январь) около −22 °С, самого жаркого месяца (июль) +21 °С. Столица Казахстана - Астана, расположенная на юге региона является второй самой холодной столицей в мире (после Улан-Батора). Среднее количество осадков от 300 мм осадков на юге региона и до 450 мм на севере региона. В отдельные годы может выпадать до 800 мм. осадков (рекорд для Астаны - 780 мм.)  Однако несмотря на относительно благоприятный по количеству осадков климат из-за малого количества лесных массивов и высокого радиационного солнечного излучения происходит недостаточность увлажнения почвы, так как возможное испарение колеблется от 800 до 900 мм. А раз в несколько лет случаются засухи. В отдельные годы в летние месяцы из-за относительной близости территории к северным морям, происходят вторжения холодных воздушных масс, когда даже в самом теплом месяце года среднесуточная температура может не превышать +7.8°С, а среднемесячная июльская температура оставаться на отметке +14,1°С, к примеру, в июле 2014 года средняя температура месяца в Петропавловске была +15.7°С. 
Вегетационный период от 135 дней на севере до 170 дней на юге региона. Несмотря на длительный холодный период ресурсы солнечной радиации в Северном Казахстане выше, чем в центральных областях России, находящихся в тех же широтах. Однако обилие солнечного света не сильно отражается на продолжительности вегетационного периода. Регион является зоной рискованного земледелия из-за поздних летних и ранних осенних заморозков. Территория Северного Казахстана простирается в пределах от 49° с. ш. до 55° с. ш. В связи с чем, происходит значительное колебания светового дня в зависимости от времени года. В вегетационный период продолжительность светового дня на севере территории составляет 15-17 часов, а на юге — 14-16 часов. Северная часть региона на 90 % обеспечена 2000 °С сумм активных температур воздуха выше 10°С, что удовлетворяет требования мягких и твердых сортов пшеницы, но недостаточно для подсолнечника и кукурузы. На юге региона на 90 % обеспечено 28 °С тепла, что достаточно для пшеницы, всех сортов подсолнечника, а также от раннеспелых до среднепозднеспелых сортов кукурузы. Из-за сильных морозов в зимнее время (до −57 °С) в регионе затруднено возделывание многих плодовых культур. Амплитуды температур на Западно-сибирской климатической области наиболее сильно проявляются в Акмолинской и Павлодарской областях, например, в Астане амплитуда температуры может достигать −70 °С.
Почвенные ресурсы Северного Казахстана самые богатые в республике. Северный Казахстан - лидер зернового производства в стране - житница всего Казахстана. Лесные массивы имеются во всех областях Северного Казахстана. В Северо-Казахстанской области лесистость составляет 6% площади области, в Акмолинской только 3%.  
Кроме того регион богат водными ресурсами. В регионе около 25 000 озер, тысячи болот и более сотни тысяч сезонных водоемов. Почти все реки реки региона (кроме рек Тургай и Нура) относятся к бассейну реки Обь (крупнейшие из них: Иртыш, Ишим, Тобол).  
Большая часть региона расположена на Западно-Сибирской равнине. Южная и Центральная часть в пределах Казахского мелкосопочника. В регионе находится курортные зоны Боровое и Баянаул. Регион преимущественно находится в лесостепной и степной зонах.

## История
Исторически территория была заселена разными племенами. В эпоху бронзы заселена племенами Андроновской культуры. В VII—IV веках до н. э. обитали сакские племена В это время начинается проникновение в Казахстан монголоидного населения и смешения его с местными европеоидами. Население Северного и Западного Казахстана в большей степени сохранили европеоидные черты. В VI веке на территории Казахстана появляются тюрки, территория включается в Тюркский каганат. В Северном Казахстане тюркские курганы датируют VII веком. В Тюркском каганате и его преемниках продолжается смешение европеоидных и монголоидных племён. Позже существуют государства огузов, кипчаков, кимаков и других тюркоязычных народов. В XIII веке регион входит в состав Монгольской империи, в состав Улуса Джучи (Золотую Орду). Улус Джучи распадался на разные части: на территории Северного Казахстана находились улусы Орды-Ичена и улус Шибана. В XV веке Улус Джучи окончательно распался, но значительная его часть входила в узбекское государство Абулхаира. После смерти Абулхаира западная часть региона вошла в Ногайскую Орду, а северная в Сибирское ханство В начале XVI века часть территории региона вошла в Казахское ханство (расширившегося от Балхаша на север), а остальные входили в Сибирское и Ногайские ханства. В XVI веке после подчинения Сибирского ханства и Большой Ногайской орды начинается торговля России с Казахским ханством, русские купцы проникают в регион и южнее. В начале XVII века в пограничных районах начинают возникать русские поселения. В XVIII веке продолжается вхождение Казахстана в состав Российской империи параллельно с этим идёт процесс присоединения Казахстана: основаны города Сибирской линии.
Начиная с середины XIX века в северные области региона переселяются русские, а вместе с ними и другие переселенцы из Центральной России, включая немцев. Один из значительных этапов переселения пришёлся на конец XIX—начало XX веков и связан в первую очередь с открытием Сибирской железной дороги и Столыпинской аграрной реформой. По результатам этих переселений украинцы составляли большинство населения северных регионов Казахстана на обширной территории Степного края, именуемый в историографии как «Серый Клин». В частности по данным переписи 1926 года в национальном составе современной Костанайской области преобладали следующие народы: украинцы — 41,3 %, казахи — 31,7 %, русские — 21,2 %, немцы — 2,8 %, татары — 1,2 %. В советское время, помимо русских, украинцев, немцев и татар, в северный Казахстан переезжали также белорусы и другие национальности.
В период освоения целинных и залежных земель в 1960 году  на территории Северного Казахстана был образован Целинный край с краевым центром в городе Целинограде. В 1965 году после смещения с должности Никиты Сергеевича Хрущева край упразднен. На территории региона в период с 1965 по 1997 годы существовали Тургайская и Кокчетавская области.  